# برج تجاری پورتوماسو
برج تجاری پورتوماسو (به لاتین: Portomaso Business Tower) یک ساختمان بلندمرتبه در مالت است که در سن جولیان واقع شده‌است.